# Липовецький район
Липове́цький район — колишній район України в Вінницькій області. Адміністративний центр — місто Липовець. Населення становить 37 272 жителів (01.01.2018).

## Географія
Липовецький район розташований у північно-східній частині Вінницької області, та межує з Калинівським, Погребищенським, Оратівським, Іллінецьким, Немирівським та Вінницьким районами (лише останній має стільки ж сусідів).
Липовецький район лежить при переході від Подільського плато до Придніпровської височини, найвища точка якої (322 м над рівнем моря) в межах Вінниччини знаходиться біля села Богданівки. Район розташований у лісостеповій фізико-географічній зоні, Дністровсько-дніпровської лісостепової фізико-географічної провінції. По геоботанічному районуванню — це Східноєвропейська геоботанічна провінція; по зоогеографічному — Український лісостеповий округ Дністровсько-Дніпровської лісостепової фізико-географічної провінції з відповідним рослинним та тваринним світом. Поверхня підвищена полого хвиляста лісова рівнина, розчленована балками із лісо- і луко- степовими ландшафтами в західній частині. Серед ґрунтів переважають чорноземи (глибокі, типові, опідзолені).
Примітними рисами рельєфу є 15 річок, найбільша з них — ліві притоки Південного Бугу: Десна і Соб, у які впадають Вільшанка, Сібок та інші малі річки. Вони зарегульовані 149-ма ставками із загальною площею водного дзеркала 980,6 га.

## Історія
Липовчани є представниками центрально-української антропологічної області, їх етноісторичними попередниками були скіфи, уличі, чорні клобуки, ліпани, козаки-уходники, переселенці із Сіверщини і Волині. З етнографічної точки зору територія розташована на межі Поділля і Київщини в історичній українській землі Брацлавщині, тут переважає волинська говірка. Пізніше з'явились села, де компактно жили вірмени, поляки, євреї. У 1930 році у Липовецькому районі мешкало 105 тис. чоловік, але внаслідок сумнівних експериментів за роки радянської влади ця кількість скоротилася більш як удвічі.
Перші письмові згадки про місто Липовець і селище Турбів знаходимо відповідно у 1150 і 1545 рр. У період Київської Русі ця територія належала до Болохівської землі, за володіння якою часто точилися війни між Київським, Галицьким і Волинським князівствами. У зв'язку з цим між 1146 і 1150 роками знаходимо у літописі звістки про порубіжну фортецю Прилук (нині — село Стара Прилука), племінний центр Куниль (ймовірно, розміщався у Липовецькому мікрорайоні Скакунка) і племена турпіїв (їх етнонім відображено у назві Турбова). Отже, Стара Прилука, Липовець і Турбів — найдавніші літописні містечка області, які більше ніж на два століття старші міста Вінниці. За легендами, ці перші поселення згоріли у полум'ї монголо-татарської навали.
Лише у 1362 році литовський князь Ольгерд вигнав татар з Поділля, після чого стали будуватися укріплені замки. Найбільший з них знаходився біля села Війтовець і за розмірами перевищував удвічі аналогічний Вінницький. Народні перекази свідчать, що тут на берегах річки Сібок, буяло стародавнє місто Піщань, спалене кочівниками.
Від Липовця розпочинався Шпаків шлях, а з півночі огинав його сумнозвісний Чорний шлях — шлях татарських набігів, проти яких постало українське козацтво. Саме на землях Липовеччини, за Прилукою, посол німецького імператора Еріх Ляссота у 1594 році вперше в історії описав козацьку січ. Через два роки на річці Вільшанці відбулася одна з перших польсько-козацьких сутичок, коли Северин Наливайко заманив до ополонок рейтарів напольного гетьмана Жолкевського. Цей прийом пізніше наслідував у Вінниці Іван Богун. Але вороги взяли полковника в облогу. Її було прорвано лише після розгрому ударних польсько-шляхетських сил 19 березня 1651 року під стінами Липовецького замку, який був описаний Павлом Загребельним у романі «Я, Богдан…».
У роки визвольної війни Прилука і Липовець перетворилися в центри козацьких сотень Кальницького (Вінницького) полку. На той час це були великі міста: Прилука у 1632 році стала навіть гетьманською резиденцією, а Липовець згідно з подомними списками 1629 року, у півтора рази мав більше будинків, ніж у Вінниці. Спалені містечка у 1653 році, наступні письмові згадки про них з'являються в наступному столітті, але уже як села. На цій території успішно орудували гайдамаки, що стало основою історичної драми Івана Кочерги «Алмазне жорно».
Піднесенню земель між Собом і Десною у різні часи сприяли такі відомі діячі, як власник Прилуки — брацлавський воєвода Януш Збаразький (див. Збаразькі); князь Януш Острозький (див. Острозькі), за якого Липовець став містом; брацлавський суддя Ольбрихт Кохановський, який у 1625 році спорудив місто Коханград і заселив його околицю; брацлавський суддя Мартин Грохольський — засновник села Вербівки; зозівський настоятель Іван Любинський — духовний суддя та офіціал всієї Брацлавської єпархії у 1780-85 роках; розбудовник Зозова і губернський предводитель дворянства генерал Козловський; засновниця Зозівського ПТУ Юлія Гудим-Левкович; представник відомої родини меценатів і організатор зразкового господарства у Прилуці Сергій Мерінг; колонізатори та засновники багатьох сіл козинецький поміщик Олександр Раковський і Липовецький граф Лука Струтинський; голова Липовецького повітового земства Ілля Рева.

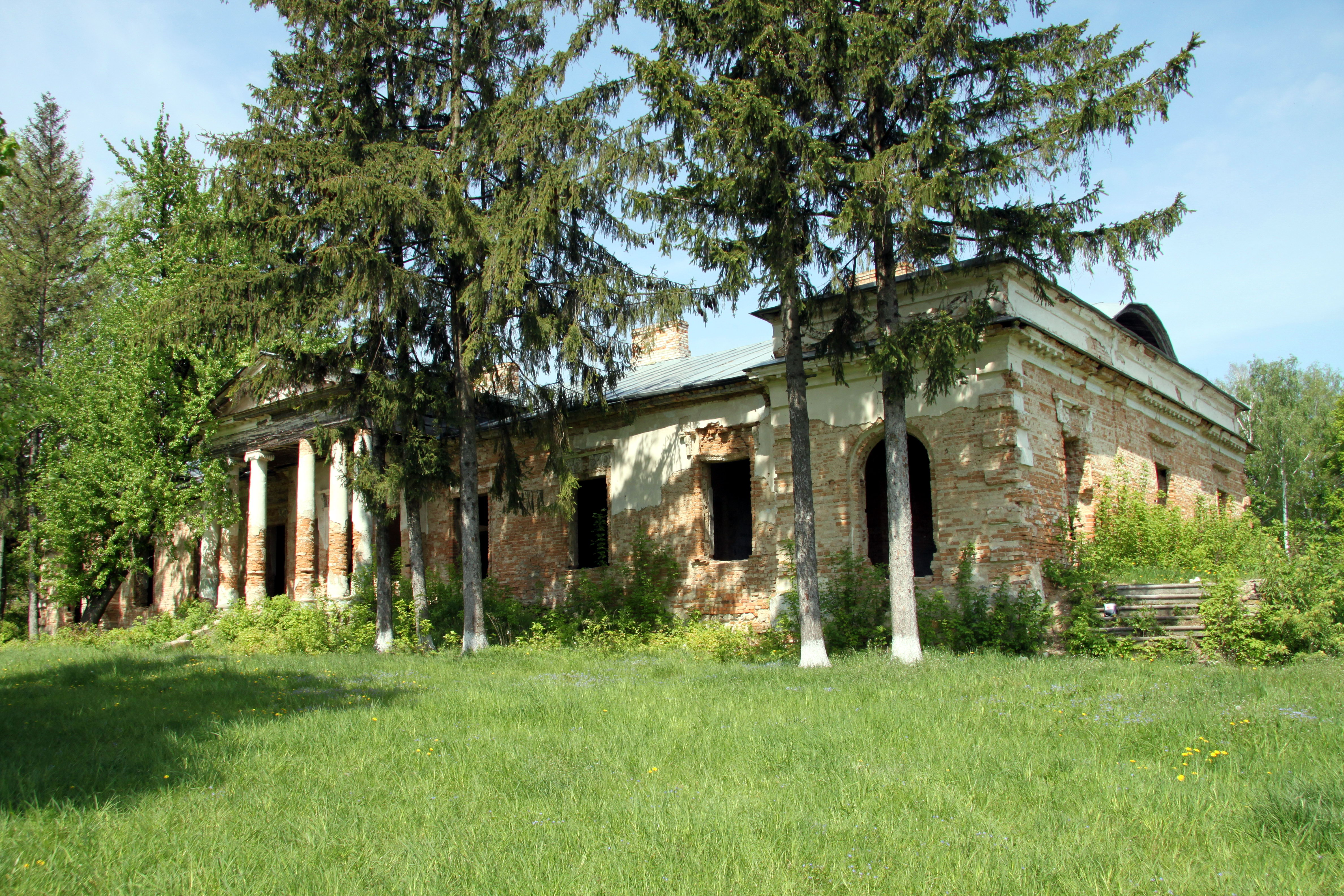
Палац Ланге

З приєднанням України до Росії в 1793 році Прилука з околицями відійшла до Махнівського (Бердичівського) повіту, а Липовець став центром Липовецького повіту Київської губернії, отримавши власний герб. Липовеччина лежала на важливих перехрестях: по шляху чумаків до причорноморської солі, на якому виникли Лінці та Гайсин; на Чорному шляху, по якому пізніше проклали залізницю; на Балто-Чорноморському тракті з Санкт-Петербурга до Миколаєва, на якому через кожних 15 км стояли поштові станції. Тут проїжджали полководець Петро Румянцев, поети Олександр Пушкін і Тарас Шевченко, народилися, працювали діячі української, російської, польської, данської та інших культур. У 1897 році у Липовці було засновано першу на теренах області публічну бібліотеку.
Липовеччина стала ареною декабристського руху (на постої перебував полк керівника Південного товариства П. І. Пестеля), польських повстань 1831 і 1863 років, революцій 1905 і 1917 років.

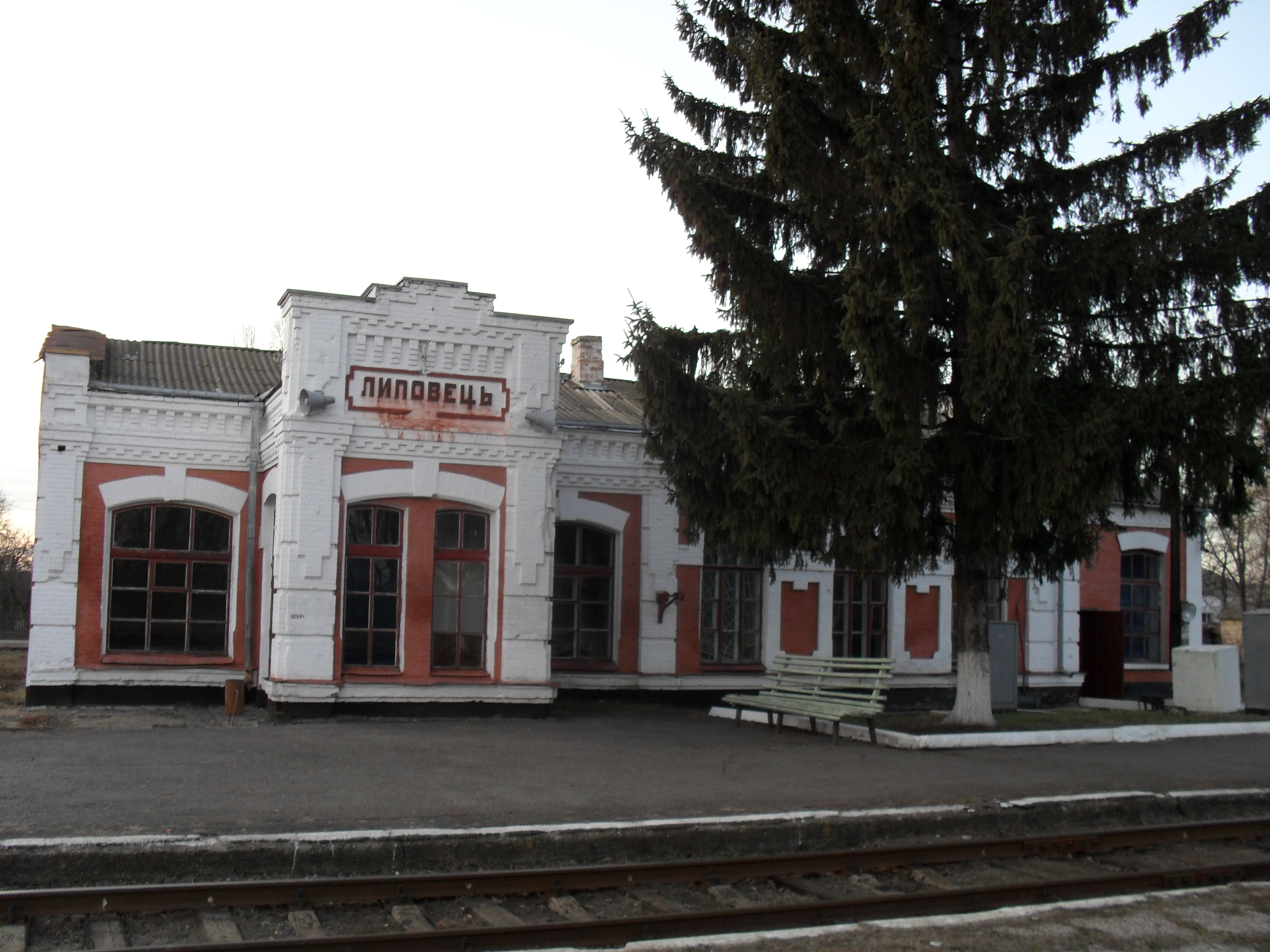
Залізнична станція Липовець

Події 1917 року голосним відлунням відобразились у Липовецькому повіті. Процес демократизації тут очолив член Центральної Ради Василь Химерик, обраний головою повітової земської управи. 22 жовтня 1917 року відбувся установчий з'їзд вільного козацтва Липовеччини. Сформувалася Народна міліція, яка має свої корені від «міліцій козацьких» коханградського замку початку XVII століття на чолі із першим відомим «начальником» міліції Миколаєм Косаковським. 25 березня 1917 року було засновано газету «Липовецькі вісті», фактично першу «районку» в межах Вінниччини.
Через два роки став діяти теж перший на теренах області військовий комісаріат. У 1921 році відкрилася Липовецька єпископська кафедра, куди прагнули перейти навіть єпархії Вінницької округи. А в 1923 році утворився Липовецький район, який в різні роки приєднував Турбівський, Прилуцький, частково Плисківський, Іллінецький, Оратівський райони і кілька разів (у 1929, 1931, 1935, 1956, 1959, 1963-65, 1979 роках) змінював свої межі.

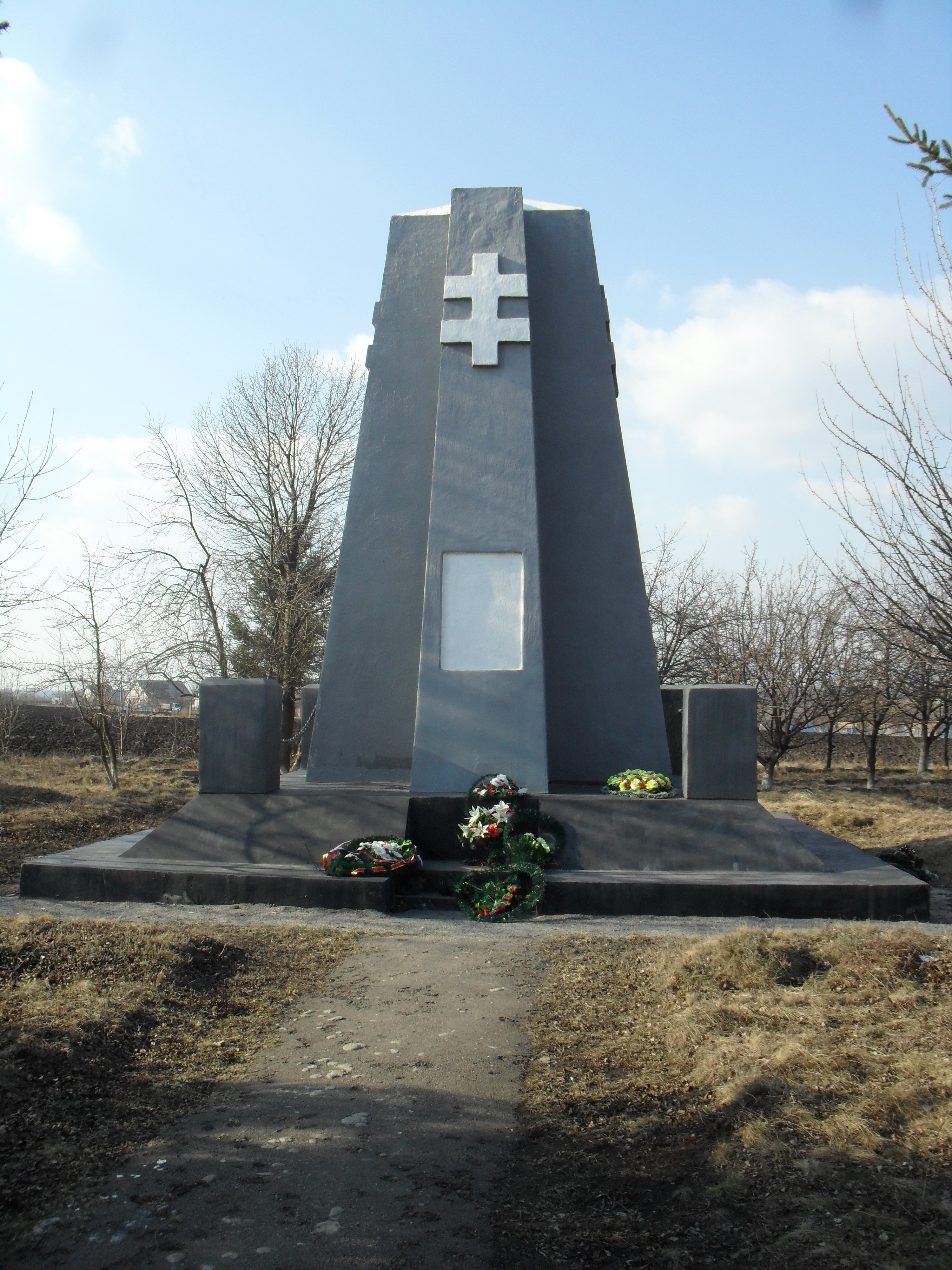
Словацький монумент

Не обминули Липовеччину і катаклізми XX століття. Письменник Василь Земляк (Вацик) у романі «Лебедина зграя» з гумором описав насильницьку колективізацію на Липовеччині, де в ті роки утворилися аж три машинно-тракторні станції (у Липовці, Вахнівці, Турбові). Внаслідок голодомору 1933 року район утратив понад 30 тис. жителів, або більше, ніж будь-який з тодішніх районів Вінницької області. Репресивні органи вдвічі перевиконали доведений «план» виселення людей. В роки другої світової війни до 5 тис. липовчан полягло на фронтах, 6949 (за оцінками післявоєнних комісій) були замордовані фашистами, близько 500 чоловік мирного населення підірвалися на мінах, загинули на каторжних роботах в Німеччині тощо. 22 липня 1941 року на Липовеччині відбувся один із перших контрударів проти фашистської армії, було визволено село Пісочин. Тоді тут була розгромлена словацька мотобригада, що воювала в складі 17-ї німецької армії. Цього дня в бою словаки потрапили під радянський вогонь і в спину під німецький вогонь, зазнали великих втрат убитими і пораненими. В пам'ять про загиблих вояків на цьому місці був встановлений Словацький монумент. В роки окупації боротьбу продовжували комуністичні і націоналістичні підпільні групи під проводом Олександра Кукурузи, Семена Грищука, Наталії Музикант, В'ячеслава Мессароша та ін. В листопаді 1943-го Липовеччина перетворилася в партизанську зону. Після запеклих боїв, які ветерани порівнюють з Курською дугою, 15 березня 1944 року було визволено останній населений пункт району — с. Косаківку.
Липовеччина залікувала рани війни. За роки радянської влади відновлено роботу господарського комплексу, сформована його спеціалізація. За успіхи у Всесоюзному змаганні по вирощуванню сільськогосподарської продукції у 1978 році район був нагороджений перехідним Червоним Прапором. Нині це — аграрно-індустріальний район Південно-західного економічного регіону.

## Адміністративний устрій
Район адміністративно-територіально поділяється на 1 міську раду, 1 селищну раду та 25 сільських рад, які об'єднують 55 населених пунктів та підпорядковані Липовецькій районній раді. Адміністративний центр — місто Липовець.

## Населення
На 1980 рік населення району становило 54,0 тис. чоловік.
Розподіл населення за віком та статтю (2001)
| Стать | Всього | До 15 років | 15-24 | 25-44 | 45-64 | 65-85 | Понад 85 |
| --- | ------ | ----------- | ----- | ----- | ----- | ----- | -------- |
| Чоловіки | 20 157 | 3874        | 2851  | 5709  | 5204  | 2444  | 75       |
| Жінки | 24 033 | 3743        | 2774  | 5597  | 6268  | 5156  | 495      |
| \| Статево-вікова піраміда \| Статево-вікова піраміда \| Статево-вікова піраміда \| \| ----------------------- \| ----------------------- \| ----------------------- \| \| Чоловіки \| Вік \| Жінки \| \| 75 \| 85 + \| 495 \| \| 155 \| 80-84 \| 595 \| \| 556 \| 75-79 \| 1501 \| \| 837 \| 70-74 \| 1690 \| \| 896 \| 65-69 \| 1370 \| \| 1565 \| 60-64 \| 2185 \| \| 945 \| 55-59 \| 1227 \| \| 1246 \| 50-54 \| 1397 \| \| 1448 \| 45-49 \| 1459 \| \| 1458 \| 40-44 \| 1464 \| \| 1461 \| 35-39 \| 1469 \| \| 1300 \| 30-34 \| 1273 \| \| 1490 \| 25-29 \| 1391 \| \| 1251 \| 20-24 \| 1326 \| \| 1600 \| 15-20 \| 1448 \| \| 1591 \| 10-14 \| 1529 \| \| 1257 \| 5-9 \| 1234 \| \| 1026 \| 0-4 \| 980 \| |        |             |       |       |       |       |          |
| Статево-вікова піраміда |        |             |       |       |       |       |          |
| Чоловіки | Вік    | Жінки       |       |       |       |       |          |
| 75 | 85 +   | 495         |       |       |       |       |          |
| 155 | 80-84  | 595         |       |       |       |       |          |
| 556 | 75-79  | 1501        |       |       |       |       |          |
| 837 | 70-74  | 1690        |       |       |       |       |          |
| 896 | 65-69  | 1370        |       |       |       |       |          |
| 1565 | 60-64  | 2185        |       |       |       |       |          |
| 945 | 55-59  | 1227        |       |       |       |       |          |
| 1246 | 50-54  | 1397        |       |       |       |       |          |
| 1448 | 45-49  | 1459        |       |       |       |       |          |
| 1458 | 40-44  | 1464        |       |       |       |       |          |
| 1461 | 35-39  | 1469        |       |       |       |       |          |
| 1300 | 30-34  | 1273        |       |       |       |       |          |
| 1490 | 25-29  | 1391        |       |       |       |       |          |
| 1251 | 20-24  | 1326        |       |       |       |       |          |
| 1600 | 15-20  | 1448        |       |       |       |       |          |
| 1591 | 10-14  | 1529        |       |       |       |       |          |
| 1257 | 5-9    | 1234        |       |       |       |       |          |
| 1026 | 0-4    | 980         |       |       |       |       |          |

Національний склад населення за даними перепису 2001 року:
| Національність | Кількість осіб | Відсоток |
| -------------- | -------------- | -------- |
| українці       | 43463          | 98,35 %  |
| росіяни        | 570            | 1,29 %   |
| білоруси       | 48             | 0,11 %   |
| молдовани      | 18             | 0,04 %   |
| поляки         | 13             | 0,03 %   |
| інші           | 82             | 0,19 %   |

Мовний склад населення за даними перепису 2001 року:
| Мова       | Кількість осіб | Відсоток |
| ---------- | -------------- | -------- |
| українська | 43653          | 98,78 %  |
| російська  | 478            | 1,08 %   |
| білоруська | 25             | 0,06 %   |
| молдовська | 10             | 0,02 %   |
| інші       | 28             | 0,06 %   |

Районним центром є місто Липовець (населення 9,3 тисяч чоловік), яке розташоване на річці Соб. Другим за величиною населеним пунктом є селище — Турбів (промисловий центр району). На території району також розташовані 57 сільських населених пунктів, що підпорядковані міській, селищній і 25 сільським радам. Загальна кількість дворів −18838 в тому числі міських — 3328. Серед сільських населених пунктів 10 належать до числа малих (менше 100 жителів), 40 — до середніх, 7 — до великих (від 1 тис. до 3 тис. жителів). Це — Стара Прилука (вперше згадана у 1146 р.), Зозів (в 1552 р.), Вахнівка (в 1578 р.), Приборівка (в 1630 р.), Нова Прилука (в 1780 р.), Росоша і Нападівка (назви обох вперше з'являються в XVIII ст.).

## Політика
25 травня 2014 року відбулися Президентські вибори України. У межах Липовецького району було створено 56 виборчих дільниць. Явка на виборах складала — 71,87 % (проголосували 22 457 із 31 245 виборців). Найбільшу кількість голосів отримав Петро Порошенко — 66,14 % (14 854 виборців); Юлія Тимошенко — 18,97 % (4 260 виборців), Олег Ляшко — 5,02 % (1 127 виборців), Анатолій Гриценко — 3,52 % (791 виборців). Решта кандидатів набрали меншу кількість голосів. Кількість недійсних або зіпсованих бюлетенів — 0,85 %.

## Транспорт
Територією району проходять такі автошляхи: Р17, Р33, Т 0203, Т 0219, Т 0236 та Т 0606.
Залізнична станція Турбів, зупинний пункт Богданівка.

## Пам'ятки
- Пам'ятки архітектури Липовецького району
- Пам'ятки історії Липовецького району
- Пам'ятки археології Липовецького району

## Персоналії
- Павло Тутковський (1858—1930) — український геолог, географ і педагог, дійсний член Української (з 1919) і Білоруської (з 1928) академій наук та Наукового товариства імені Шевченка.
- Петро Столярський (1871—1944) — російський та радянський скрипаль і музичний педагог єврейського походження.
- Валерій Славек (1879—1939) — польський політичний діяч, (прем'єр-міністр 1930—1931 і 1935, маршал сейму 1938).
- Зельман Ваксман (1888—1973) — американський біохімік, лауреат Нобелівської премії з фізіології й медицини 1952 року.
- Лука Паламарчук (1906—1985) — український радянський журналіст, дипломат, 4-й Міністр закордонних справ УРСР (1953—1965)
- Василь Земляк (1923—1977) — український письменник і кіносценарист чеського походження, лауреат Шевченківської премії.
- Олександр Омельченко (1938) — український державний і політичний діяч, підприємець, Голова Київської міської державної адміністрації (1996—2006), Київський міський голова (1999—2006).
- Андрій Мохник (1972) — 15-й Міністр екології та природних ресурсів України (2014).